# Andrzej Komosiński
Andrzej Komosiński (ur. 2 sierpnia 1957 w Grudziądzu) – polski strzelec sportowy, medalista zawodów Przyjaźń-84.

## Życiorys
W latach 1973–2008 był zawodnikiem Floty Gdynia. 
W 1984 roku wystąpił w zawodach Przyjaźń-84, zdobywając brązowy medal w konkurencji karabinek małokalibrowy leżąc, a w konkurencji karabinek małokalibrowy – 3 postawy zajął 15. miejsce. 
We Flocie Gdynia był także instruktorem broni długiej. Służył w Marynarce Wojennej, w stopniu starszego chorążego. Przeszedł do rezerwy w 2009.